# Дерефлексия
Дерефлекси́я — терапевтический метод логотерапии австрийского невролога, психиатра Виктора Франкла. Состоит в том, что человеку рекомендуется переключить внимание с самого себя на смыслы и ценности, которые он может воплотить в окружающем мире.
Любая гиперинтенция порождает гиперрефлексию и лишает человека спонтанности и естественности. Дерефлексия помогает бороться с гиперрефлексией. Если парадоксальная интенция позволяет пациенту иронизировать над своим неврозом, то с помощью дерефлексии он получает возможность «игнорировать» симптом. Посредством метода дерефлексии пациент становится способным «игнорировать» свой невроз, отвлекая своё внимание от самого себя. Некоторые специалисты считают, что дерефлексия является менее специфической и более трудной по сравнению с парадоксальной интенцией и еще более логотерапевтической процедурой.
В книге Франкла «Доктор и душа» приводится следующий пример:

Девятнадцатилетний пациент с шести лет страдал нарушениями речи, которые начались после того, как однажды во время грозы неподалеку от него ударила молния. В течение восьми дней он не мог говорить вообще. В течение восьми месяцев он проходил курс психоаналитического лечения и четыре месяца с ним занимались речевыми и дыхательными упражнениями. Мы стремились прояснить для него одну вещь: что он должен отказаться от каких бы то ни было амбиций стать хорошим оратором. Далее мы объяснили ему, что в той же степени, в какой он покорится участи быть плохим оратором, он фактически улучшит свою речь. Потому что тогда он будет меньше обращать внимания на «как» и больше — на «что» в своей речи.

Дерефлексия может быть достигнута лишь в той степени, в какой сознание пациента направлено к позитивным аспектам.
Применяется, в частности, при сексуальных дисфункциях, которые возникают, когда чрезмерное самонаблюдение и сверхконтроль, вызванные желанием пациента «быть на высоте», приводят к блокаде спонтанно протекающих телесных процессов. Для преодоления этого пациента мотивируют к самоотдаче: вместо того, чтобы наблюдать за собой, ему рекомендуют сосредоточить внимание на партнёре.
Что касается страдающих шизофренией, логотерапия не является этиологическим лечением, а дерефлексия может использоваться в качестве психотерапевтического дополнения с целью поддержки других форм терапии.
Альфрид Лэнгле в книге «Жизнь, наполненная смыслом» пишет:

Некоторые люди думают, что с «дерефлексивной позицией» связан отказ, а именно — отказ от счастья, удовольствия, признания, успеха. На самом же деле, как мы видели, происходит обратное. Человек отказывается исключительно от манипулирующего (некоторые сказали бы: нарциссического) самовозвеличивания, от убеждения, что он сам может полностью распоряжаться всем, в том числе и самой судьбой. Дерефлексивная позиция основывается на фундаментальном реализме, устанавливающем адекватное соотношение между величиной прилагаемых усилий и их эффективностью. Такой реализм окупается в любом случае. Жизнь может стать гораздо более чётко организованной и благодаря этому гораздо более содержательной. Человек не избавляет себя от работы и от необходимости прикладывать усилия, он избавляет себя от ненужного стресса.